# Himanshu Thakur
Himanshu Thakur (ur. 9 stycznia 1994) – indyjski narciarz alpejski. Olimpijczyk z Soczi 2014, gdzie zajął ostatnie, 72. miejsce w slalomie gigancie.
W 2013 roku startował w zawodach Pucharu Świata w Schladming, w których zajął 62 lokatę. Jego najlepszy wynik w zawodach FIS-u to dwunaste miejsce w slalomie gigancie w 2014 roku zdobyte w irańskim ośrodku narciarskim Darband Sar w ostanie Teheran.